# 8 Andromedae
8 Andromedae (8 And), som är stjärnans Flamsteedbeteckning, är en förmodad trippelstjärna belägen i den nordvästra delen av stjärnbilden Andromeda. Den har en skenbar magnitud på ca 4,82 och är synlig för blotta ögat där ljusföroreningar ej förekommer. Baserat på parallaxmätning inom Hipparcosuppdraget på ca 6,1 mas, beräknas den befinna sig på ett avstånd på ca 540 ljusår (ca 165 parsek) från solen. Stjärnan rör sig närmare solen med en heliocentrisk radiell hastighet av -8 km/s.

## Egenskaper
Primärstjärnan 8 Andromedae A är en röd till orange jättestjärna i av spektralklass M2.5 Ba0.5 där suffixnoteringen anger att det här är en mild bariumstjärna, vilket innebär att stjärnans atmosfär är berikad med s-processelement. Den har en radie som är ca 30 gånger större än solens och en effektiv temperatur på ca 3 600 K.
8 Andromedae ingår antingen i en nära snäv dubbelstjärna och har tidigare förvärvat dessa element från en följeslagare, (nu) en vit dvärg, eller annars ligger den på den asymptotiska jättegrenen och genererar själv dessa element. Den är en periodisk variabel av okänd typ som ändras i ljusstyrka med en amplitud på 0,0161 magnitud vid en frekvens av 0,23354 gånger per dygn, eller en gång var 4,3 dygn.
Den andra följeslagaren är en stjärna av magnitud 13,0 med en vinkelseparation av 7,8 bågsekunder från primärstjärnan vid en positionsvinkel på 164°, år 2015.